# Reflexive Anthropologie
Dieser Artikel wurde auf der Qualitätssicherungsseite des Portals Soziologie eingetragen. Dies geschieht, um die Qualität der Artikel aus dem Themengebiet Soziologie auf ein akzeptables Niveau zu bringen. Hilf mit, die inhaltlichen Mängel dieses Artikels zu beseitigen, und beteilige dich an der Diskussion. (Artikel eintragen)
Reflexive Anthropologie bezeichnet ein theoretisches und methodisches Konzept, das in der Anthropologie, Ethnologie und Soziologie verwendet wird. Im Laufe der Zeit hat sich die Bedeutung dieses Konzepts deutlich verändert. Zunächst wurde damit ein Forschungszugang bezeichnet, der die eigenen Prämissen bzw. die Subjektivität des Forschers reflexiv in die Forschung einbezieht. Seit den 1990er Jahren bezeichnet reflexive Anthropologie darüber hinausgehend einen Ansatz, der den Kreis sozialer Akteure kontingent setzt.

## Entstehung
Reflexive Anthropologie in der ersten Bedeutung ist ein Konzept, welches sich bereits in den Anfängen der anthropologischen Forschung, etwa bei Malinovski, findet. In diesem Sinn entwickelte Bob Scholte (gest. 1987) von der New School of Social Research bereits 1970, auf dem VII. Weltkongress der Soziologie in Varna (Bulgarien) Gedanken zu einer reflexiven Anthropologie.
Dieses Verständnis wurde von der Soziologin Gesa Lindemann aufgenommen und im Anschluss an Helmuth Plessners „Theorie der exzentrischen Positionalität“ (1975) weiterentwickelt.

## Reflexive Anthropologie in der Soziologie
Ausgehend von Plessner unterscheidet die Soziologin Lindemann zwischen positiver Anthropologie und reflexiver Anthropologie. Positive Anthropologie meint, dass Menschen sich durch ein besonderes Leib-Umwelt-Verhältnis auszeichnen. Demnach ist das Verhalten/Handeln von Menschen nicht durch instinktive Vorgaben bestimmt. Ihr Umweltverhältnis ist nicht durch Natur festgelegt, vielmehr bestimmen Menschen ihr Umweltverhältnis durch künstliche gesellschaftliche Formen. In diesem Sinne konvergieren etwa die Annahmen sehr unterschiedlicher Theorieansätze. Der amerikanische Pragmatist George Herbert Mead (Mead 1913, 1934) fragt etwa danach, wie die gesellschaftliche Ordnung und Normen – Mead spricht hier vom generalisierten Anderen – gebildet werden, an denen sich körperliche Selbste in ihrem Handeln orientieren. Ähnlich untersucht der französische Soziologe Pierre Bourdieu, wie der Habitus von Menschen gesellschaftlich geformt wird. Hierbei wird aber immer vorausgesetzt, dass nur Menschen soziale Akteure sein können.

## Reflexive Anthropologie und die Kontingenz der Grenzen des Sozialen
An diesem Punkt setzt die Weiterentwicklung an, die Lindemann (Lindemann 2009, 2014, 2019) vorschlägt. Sie betrachtet es als eine offene Frage, ob nur Menschen als soziale Akteure gelten oder ob auch andere Wesen als soziale Akteure in Betracht kommen. Dieser Argumentation folgend müssen Gesellschaften daraufhin untersucht werden, wie sie den Kreis möglicher Akteure selbst begrenzen. Die anthropologische Forschung liefert viele Belege für die Künstlichkeit der „Grenzen der Sozialwelt“ (Descola 2011; Luckmann 1980, mit weiteren Literaturhinweisen).
Reflexivität im Sinne Lindemanns bezeichnet also nicht nur, dass die Prämissen der Forschung bzw. die Subjektivität der Forschenden reflexiv einbezogen werden. Vielmehr meint reflexive Anthropologie, dass es ein modernes Vorurteil darstellt, dass nur Menschen soziale Personen sein können. Mit dem Konzept der reflexiven Anthropologie wird dieses moderne Vorurteil auf Abstand gebracht. In diesem Sinne analysiert Lindemann den individuellen Menschen gleich an Freiheit und Würde als eine moderne Institution. D.h. es muss als ein Merkmal der modernen Gesellschaft gelten, dass nur lebende Menschen als soziale Personen gelten können, dass aber zugleich alle lebenden Menschen als soziale Personen gelten sollen (Lindemann 2018).